# Jacob Hellman (instrumentmakare)
Jacob Hellman, född omkring 1730, död efter 1771, var en svensk violinmakare i Ängelholm. 

## Biografi
Jacob Hellman föddes omkring 1730. 1748 var Hellman lärodräng hos violinmakaren Johannes Georg Mohte i Ängelholm och 1750 gesäll. Sistnämnda år var han även sockenspelman i Starby socken och Höja socken. Han gifte sig 30 september 1750 med Anna Greta Mohte, dotter till Johannes Georg Mohte. De fick tillsammans barnen Helje (1752–1756), Ingar (född 1753), Paul (1754–1756), Johan Georg (född 1756), Elsa (född 1758), Paul (född 1761) och Nicolaus (född 1762). Han arbetade från 1751 som violinmakare i Ängelholm på gård 37. I samma hus som svärfadern. 1756 flyttade de till gård 38 i staden. 1772 försvann spåret efter Jacob Hellmans familj.

## Medarbetare
Carl var mellan 1759 och 1765 lärgosse hos Hellman.

## Instrument

### Bevarade instrument
- Violoncello tillverkad 1765 av Hellman. Snäckan är grovt skuren med drakhuvud. Signerad: Engelholm: Anno 1765 Jacob Hellman. Ägdes 1920 den av Hilda Eklund, Stockholm.[19]